# ワット・アトヴィア
ワット・アトヴィア（英: Wat Athvea 〈Wat Atvea〉、仏: Vat Athvea、アットヴィア寺院）は、カンボジアのアンコール遺跡にある12世紀のヒンドゥー教寺院である。

## 地理
ワット・アトヴィアは、シェムリアップの南7キロメートルにあり、トンレサップに続いているシェムリアップ川沿いの道路の西側、500メートルに位置する。また、直線的になっている旧道のすぐ東にある。
周壁に囲まれたこの古代の構造物に隣接して、現在の仏教寺院（アトヴィア・パゴダ、Athvea Pagoda）や墓地がある。
かつて、ワット・アトヴィアには、トンレサップからアンコール・ワットに向かう参拝者が、参道沿いの札所として必ず立ち寄ったといわれる。

## 構造
寺院の様式およびそのデヴァター（女神像）の独特なスタイルは、アンコール・ワットを建造した王スーリヤヴァルマン2世（1113-1150年頃）の統治中に建設されたことを示している。
寺院の正面は、アンコール・ワットと同じく西側にある。これにより寺院はアンコール・ワットと同様、ヴィシュヌに捧げられたとものと考えられる。また、もう一つの特徴として、中央祠堂を囲んで4つの経蔵が配置されていることが挙げられ、このように、中央祠堂を囲む四隅に4つの経蔵が置かれた寺院はほかに見られない。
それらの特徴を除いて、ワット・アトヴィアは、同時代のトマノンなどの設計に全体として似る。ラテライトで築かれた周壁の四方に門があり、西側の塔門（ゴープラ、gopura）は、大きくて3部屋を持つ。そこから基壇上に拝殿（副室、マンダパ、mandapa）を備えた砂岩の中央祠堂へと続く。十字型の中央祠堂の四方は持送りアーチ（コーベルアーチ、corbel arch）となる。
1960年代初頭に、寺院はフランス極東学院（仏:  École française d'Extrême-Orient、EFEO）により修復を受けた。
デヴァター
寺院の彫刻は、その一部が未完成のままであり、少なくとも西側の副室内の6か所に予定されたアンコール・ワット様式のデヴァターの浮彫りは、4つが完成し、そのうち3つが比較的良く保存されている。その3体のデヴァターには、ハスの冠、首飾り、帯、腕輪、指輪、それに花柄のサンポット（sampot、クメールのスカート衣装）などが示されている。

## 名称
ワット・アトヴィアは、カンボジア語の「扉」（トヴィア）にちなんでアンコール・ワットへの扉を意味しているともされ、また碑文にある「長い道程」（アットヴィア、adhva）にも通じるともいわれる。